# Messiah's Kingdom
Messiah's Kingdom (Królestwo Mesjasza) – epos autorstwa angielskiej metodystycznej poetki Agnes Bulmer, wydany w 1833. Utwór, składający się z dwunastu ksiąg, relacjonuje w poetyckiej formie wydarzenia z historii biblijnej. Poemat Agnes Bulmer został oceniony w The Ladies' Repository, and Gatherings of the West w następujący sposób: for beauty and felicity of diction, purity of thought, justness of conception and sublimity of  imagination, is unsurpassed by any poetic production of that age. Autorka pracowała nad eposem przez dziewięć lat. Poemat liczy ponad czternaście tysięcy wersów. Utwór został napisany wierszem rymowanym parzyście, tylko trzynastowersowe strofy wstępne mają bardziej skomplikowany układ współbrzmień.
Of Him, high raised on Heaven's stupendous throne, 

Beneath whose feet the sapphire pavement glows; 

O'er whose intensest splendours, dread, unknown, 

The beaming bow its milder radiance throws;

Around whose state, in bright attendance, close 

The full-toned choir of harping cherubim. 

Seraphs, whose robes empyreal lights compose, 

And angels, breathing soft the' adoring hymn:—

Of Him, Eternal, Infinite, Supreme, 

Fain would a mortal Muse, adventurous, sing; 

Him, for archangel minds too vast a theme, 

Who yet, when babes their meek hosannas bring, 

Inclines with gentlest grace, and veils in Mercy's wing.